# 利伯勒爾鎮區 (堪薩斯州蘇厄德縣)
利伯勒爾鎮區（英語：Liberal Township）是位於美國堪薩斯州蘇厄德縣的一個行政鎮區。

## 地方資料
利伯勒爾鎮區的面積為500.70平方千米，當中陸地面積為500.53平方千米，而水域面積為0.17平方千米。根據2010年美國人口普查的數據，當地共有人口699人，而人口密度為每平方千米1.4人。

## 外部連結
- US-Counties.com
- City-Data.com （页面存档备份，存于）